# Lista de património edificado no distrito de Leiria
Esta lista é uma sublista da Lista de património edificado em Portugal para o Distrito de Leiria, ordenada alfabeticamente por concelho, baseada nas listagens do IPPAR de Março de 2005 e atualizações.
Legenda:
- Os monumentos podem eventualmente ter várias designações, sendo estas separadas nesse caso pela conjunção "ou";
- Por vezes vários edifícios fazem parte de uma mesma classificação patrimonial, sendo nesse caso separados pela conjunção "e";
- A existência de dois graus de classificação diferente para um mesmo monumento (usualmente VC e outro) significa que este aguarda uma classificação definitiva, se bem que tenha sido homologado com o grau indicado (ex: VC-IIP é um imóvel em vias de classificação, homologado com o grau de Imóvel de Interesse Público).

Observação: São preservadas as denominações adoptadas pelo IPPAR, mesmo que elas apresentem outras alternativas. Nestes casos há redireccionamento para aquela em que o artigo está redigido, podendo ou não esta designação aparecer na lista.

## Alcobaça
| ID       | Designações                                                                            | Categoria              | Tipologia     | Freguesia                  | Grau | Ano  | Coordenadas                  | Imagem       |
| -------- | -------------------------------------------------------------------------------------- | ---------------------- | ------------- | -------------------------- | ---- | ---- | ---------------------------- | ------------ |
| 70184    | Capela de Nossa Senhora do Desterro                                                    | Arquitectura religiosa | Capela        | Alcobaça                   | MN   | 1910 | 39.547828° N 8.978654° O     | Mais imagens |
| 70185    | Mosteiro de Alcobaça                                                                   | Arquitectura religiosa | Mosteiro      | Alcobaça                   | MN   | 1910 | 39.548555° N 8.978837° O     | Mais imagens |
| 70881    | Edifício em Alcobaça na Rua Dr. Brilhante n.º 5                                        | n/a                    | n/a           | Alcobaça                   | IIM  |      | 39.55129764° N 8.97301988° O |              |
| 70907    | Edifício onde viveu Manuel Vieira da Natividade                                        | Arquitectura civil     | Edifício      | Alcobaça                   | IIM  | 1996 | 39.54804214° N 8.98470741° O |              |
| 71522    | Capela de São Bento, na Quinta da Cela Velha                                           | Arquitectura religiosa | Capela        | Alcobaça                   | IIM  | 1996 | 39.54743483° N 9.06380869° O |              |
| 73431    | Pelourinho de Cela                                                                     | Arquitectura civil     | Pelourinho    | Alcobaça                   | IIP  | 1933 | 39.537176° N 9.038708° O     |              |
| 73654    | Castelo de Alcobaça (ruínas)                                                           | Arquitectura militar   | Castelo       | Alcobaça                   | IIP  | 1978 | 39.550391° N 8.982643° O     | Mais imagens |
| 73655    | Capela de Nossa Senhora da Conceição                                                   | Arquitectura religiosa | Capela        | Alcobaça                   | IIP  | 1959 | 39.550303° N 8.978184° O     |              |
| 73362    | Pelourinho de Alfeizerão                                                               | Arquitectura civil     | Pelourinho    | Alfeizerão                 | IIP  | 1933 | 39.500107° N 9.107574° O     | Mais imagens |
| 73602    | Ruínas dos panos da muralha do Castelo de Alfeizerão                                   | Arquitectura militar   | Muralha       | Alfeizerão                 | IIP  | 1974 |                              |              |
| 74786    | Pelourinho de Alpedriz                                                                 | Arquitectura civil     | Pelourinho    | Alpedriz                   | IIP  | 1933 | 39.626691° N 8.949538° O     | Mais imagens |
| 75039    | Igreja de Santa Maria de Cós ou Mosteiro de Santa Maria de Cós                         | Arquitectura religiosa | Igreja        | Coz                        | IIP  | 1946 | 39.601948° N 8.955756° O     |              |
| 72360    | Pelourinho de Maiorga                                                                  | Arquitectura civil     | Pelourinho    | Maiorga                    | IIP  | 1933 | 39.578655° N 8.98042° O      | Mais imagens |
| 70961    | Edifício em São Martinho do Porto                                                      | Arquitectura civil     | Edifício      | São Martinho do Porto      | IIM  | 1997 | 39.51487219° N 9.13565404° O |              |
| 12714385 | Hotel Parque                                                                           | n/a                    | n/a           | São Martinho do Porto      | IIM  |      | 39.511928° N 9.1355419° O    |              |
| 70866    | Ermida de São João Baptista, incluindo o actual adro e parte do talude de assentamento | Arquitectura religiosa | Ermida        | São Vicente de Aljubarrota | VC   | 1998 |                              |              |
| 74415    | Igreja de Nossa Senhora dos Prazeres                                                   | Arquitectura religiosa | Igreja        | São Vicente de Aljubarrota | IIP  | 1959 | 39.566541° N 8.931126° O     | Mais imagens |
| 74416    | Janela manuelina, num prédio na Rua Direita, 49                                        | Arquitectura civil     | Janela        | São Vicente de Aljubarrota | IIP  | 1967 | 39.565456° N 8.931765° O     | Mais imagens |
| 74417    | Pelourinho de Aljubarrota                                                              | Arquitectura civil     | Pelourinho    | São Vicente de Aljubarrota | IIP  | 1933 | 39.56634° N 8.92959° O       | Mais imagens |
| 74418    | Casa do Monge Lagareiro, também denominada Lagar dos Frades                            | Arquitectura civil     | Casa          | São Vicente de Aljubarrota | IIP  | 1997 | 39.54862651° N 8.90095061° O |              |
| 71921    | Quinta de Vale-de-Ventos ou Granja de Vale-de-Ventos, parte                            | Arquitectura civil     | Quinta        | Turquel                    | VC   | 1998 |                              |              |
| 75038    | Pelourinho de Turquel                                                                  | Arquitectura civil     | Pelourinho    | Turquel                    | IIP  | 1933 | 39.463414° N 8.978158° O     | Mais imagens |
| 71094    | Igreja de Nossa Senhora da Ajuda ou Igreja Matriz de Vestiaria                         | Arquitectura religiosa | Igreja        | Vestiaria                  | MN   | 1997 | 39.554304° N 8.995828° O     |              |
| 71717    | Núcleo construído da Quinta ou Granja do Vimieiro                                      | Arquitectura civil     | Núcleo urbano | Vimeiro                    | VC   | 1997 |                              |              |

 Legenda: PM - Património Mundial · MN - Monumento Nacional · IIP - Imóvel de Interesse Público · MIP - Monumento de Interesse Público · CIP - Conjunto de Interesse Público · SIP - Sítio de Interesse Público · IIM - Imóvel de Interesse Municipal · MIM - Monumento de Interesse Municipal · CIM - Conjunto de Interesse Municipal · SIM - Sítio de Interesse Municipal · VC - Em vias de classificação · SPL - Sem proteção legal

## Alvaiázere
| ID      | Designações                                           | Categoria              | Tipologia  | Freguesia           | Grau | Ano  | Coordenadas                  | Imagem |
| ------- | ----------------------------------------------------- | ---------------------- | ---------- | ------------------- | ---- | ---- | ---------------------------- | ------ |
| 3724376 | Castro da Serra de Alvaiázere ou Carreira dos Cavalos | Arqueologia            | Castro     | Alvaiázere          | VC   | 1999 |                              |        |
| 71625   | Fonte do Pereiro em Maçãs de Dona Maria               | Arquitectura civil     | Fonte      | Maçãs de Dona Maria | VC   | 1990 |                              |        |
| 72901   | Pelourinho de Maçãs de Dona Maria                     | Arquitectura civil     | Pelourinho | Maçãs de Dona Maria | IIP  | 1933 | 39.874981° N 8.334356° O     |        |
| 73171   | Cruzeiro Filipino de Maçãs de Dona Maria              | Arquitectura religiosa | Cruzeiro   | Maçãs de Dona Maria | IIP  | 2002 | 39.847457° N 8.385155° O     |        |
| 155597  | Cemitério Antigo de Maçãs de Dona Maria               | Arquitectura religiosa | Cemitério  | Maçãs de Dona Maria | VC   | 1997 |                              |        |
| 73713   | Pelourinho de Alvaiázere                              | Arquitectura civil     | Pelourinho | Pussos              | IIP  | 1933 | 39.80493397° N 8.35964582° O |        |

 Legenda: PM - Património Mundial · MN - Monumento Nacional · IIP - Imóvel de Interesse Público · MIP - Monumento de Interesse Público · CIP - Conjunto de Interesse Público · SIP - Sítio de Interesse Público · IIM - Imóvel de Interesse Municipal · MIM - Monumento de Interesse Municipal · CIM - Conjunto de Interesse Municipal · SIM - Sítio de Interesse Municipal · VC - Em vias de classificação · SPL - Sem proteção legal

## Ansião
| ID     | Designações                             | Categoria              | Tipologia  | Freguesia          | Grau | Ano  | Coordenadas              | Imagem |
| ------ | --------------------------------------- | ---------------------- | ---------- | ------------------ | ---- | ---- | ------------------------ | ------ |
| 72954  | Pelourinho de Ansião                    | Arquitectura civil     | Pelourinho | Ansião             | IIP  | 1933 | 39.912672° N 8.435617° O |        |
| 73186  | Padrão seiscentista de Ansião           | Arquitectura civil     | Padrão     | Ansião             | IIP  | 1980 | 39.913317° N 8.438889° O |        |
| 155603 | Capela de Nossa Senhora da Paz          | Arquitectura religiosa | Capela     | Ansião             | VC   | 1996 |                          |        |
| 73914  | Pelourinho de Avelar                    | Arquitectura civil     | Pelourinho | Avelar             | IIP  | 1933 | 39.921768° N 8.360749° O |        |
| 73863  | Pelourinho de Pousaflores               | Arquitectura civil     | Pelourinho | Pousaflores        | IIP  | 1933 | 39.867341° N 8.39578° O  |        |
| 70641  | Residência Senhorial dos Castelo Melhor | Arquitectura civil     | Palacete   | Santiago da Guarda | MN   | 1978 | 39.948064° N 8.480053° O |        |

 Legenda: PM - Património Mundial · MN - Monumento Nacional · IIP - Imóvel de Interesse Público · MIP - Monumento de Interesse Público · CIP - Conjunto de Interesse Público · SIP - Sítio de Interesse Público · IIM - Imóvel de Interesse Municipal · MIM - Monumento de Interesse Municipal · CIM - Conjunto de Interesse Municipal · SIM - Sítio de Interesse Municipal · VC - Em vias de classificação · SPL - Sem proteção legal

## Batalha
| ID       | Designações | Categoria              | Tipologia | Freguesia         | Grau | Ano  | Coordenadas                  | Imagem       |
| -------- | --- | ---------------------- | --------- | ----------------- | ---- | ---- | ---------------------------- | ------------ |
| 70099    | Mosteiro da Batalha ou Mosteiro de Nossa Senhora da Vitória ou Mosteiro de Santa Maria da Vitória                   | Arquitectura religiosa | Mosteiro  | Batalha           | MN   | 1910 | 39.6592° N 8.825986° O       | Mais imagens |
| 71166    | Igreja da Exaltação de Santa Cruz ou Igreja Matriz da Batalha                                                       | Arquitectura religiosa | Igreja    | Batalha           | MN   | 1910 | 39.657865° N 8.824155° O     | Mais imagens |
| 71527    | Capela de Santo Antão                                                                                               | Arquitectura religiosa | Capela    | Batalha           | IIM  | 1977 | 39.6756876° N 8.83472262° O  |              |
| 71528    | Edifício do século XVIII                                                                                            | Arquitectura civil     | Edifício  | Batalha           | IIM  | 1982 | 39.65797757° N 8.82476697° O |              |
| 73464    | Igreja da Misericórdia da Batalha                                                                                   | Arquitectura religiosa | Igreja    | Batalha           | IIP  | 1982 | 39.657761° N 8.8237° O       | Mais imagens |
| 73465    | Viaduto conhecido por Ponte da Boutaca ou Ponte de Boitaca                                                          | Arquitectura Civil     | Ponte     | Batalha           | IIP  | 1982 | 39.658041° N 8.830927° O     | Mais imagens |
| 73466    | Conjunto do Edifício solarengo, pertencente às famílias Salles Zuquet e Oliveira Simões, Solar da Quinta do Fidalgo | Arquitectura civil     | Conjunto  | Batalha           | IIP  | 1986 | 39.658169° N 8.828006° O     |              |
| 73467    | Edifício de Horácio Fernandes Santos Monteiro                                                                       | Arquitectura civil     | Edifício  | Batalha           | IIP  | 1993 | 39.657463° N 8.822842° O     | Mais imagens |
| 12075181 | Campo Militar de São Jorge / Campo Militar de Aljubarrota - núcleo 1                                                | Arquitectura militar   | Sítio     | Batalha           | MN   | 2010 | 39.65640414° N 8.83182402° O |              |
| 71521    | Igreja do Senhor Bom Jesus dos Aflitos                                                                              | Arquitectura religiosa | Igreja    | Golpilheira       | IIM  | 1982 | 39.68683283° N 8.81897028° O |              |
| 71630    | Capela de São Mateus                                                                                                | Arquitectura religiosa | Capela    | Reguengo do Fetal | VC   | 1999 |                              |              |
| 73020    | Igreja de Nossa Senhora dos Remédios ou Igreja Matriz de Reguengo do Fétal                                          | Arquitectura religiosa | Igreja    | Reguengo do Fetal | IIP  | 1982 | 39.639574° N 8.762852° O     | Mais imagens |
| 73174    | Ermida da Senhora do Fétal e Capelinha da Memória (conjunto)                                                        | Arquitectura religiosa | Capela    | Reguengo do Fetal | IIP  | 2002 | 39.636571° N 8.762528° O     |              |
| 71585    | Capela de Santo António (Batalha)                                                                                   | Arquitectura religiosa | Capela    | São Mamede        | IIM  | 1993 | 39.57419066° N 8.70548974° O |              |

 Legenda: PM - Património Mundial · MN - Monumento Nacional · IIP - Imóvel de Interesse Público · MIP - Monumento de Interesse Público · CIP - Conjunto de Interesse Público · SIP - Sítio de Interesse Público · IIM - Imóvel de Interesse Municipal · MIM - Monumento de Interesse Municipal · CIM - Conjunto de Interesse Municipal · SIM - Sítio de Interesse Municipal · VC - Em vias de classificação · SPL - Sem proteção legal

## Bombarral
| ID    | Designações                                                | Categoria              | Tipologia | Freguesia | Grau | Ano  | Coordenadas                  | Imagem       |
| ----- | ---------------------------------------------------------- | ---------------------- | --------- | --------- | ---- | ---- | ---------------------------- | ------------ |
| 71027 | Capela de São Brás (Bombarral) ou Ermida de São Brás       | Arquitectura religiosa | Capela    | Bombarral | IIM  | 1996 | 39.26522328° N 9.16025074° O |              |
| 74630 | Palácio Gorjão ou Palácio dos Coimbras                     | Arquitectura civil     | Palácio   | Bombarral | IIP  | 1996 | 39.26832905° N 9.1553252° O  | Mais imagens |
| 74631 | Teatro Eduardo Brazão                                      | Arquitectura civil     | Teatro    | Bombarral | IIP  | 1996 | 39.270944° N 9.155944° O     |              |
| 70969 | Casa Alpendrada, na Travessa de São José e Rua do Hospital | Arquitectura civil     | Casa      | Carvalhal | IIM  | 1993 | 39.28388907° N 9.1298454° O  |              |
| 73017 | Capela do Carvalhal                                        | Arquitectura religiosa | Capela    | Carvalhal | IIP  | 1986 | 39.29076025° N 9.1299777° O  |              |
| 73018 | Ermida de Nossa Senhora do Socorro                         | Arquitectura religiosa | Ermida    | Carvalhal | IIP  | 1993 | 39.28941545° N 9.12819681° O |              |
| 73019 | Torre do Carvalhal ou Torre dos Lafetas                    | Arquitectura civil     | Torre     | Carvalhal | IIP  | 1993 | 39.28944167° N 9.13144259° O |              |
| 74000 | Solar dos Melos e Castro                                   | Arquitectura civil     | Solar     | Roliça    | IIP  | 1983 | 39.32120188° N 9.18835525° O |              |
| 74001 | Capela de São Lourenço (Roliça)                            | Arquitectura religiosa | Capela    | Roliça    | IIP  | 1996 | 39.3212229° N 9.18603638° O  |              |

 Legenda: PM - Património Mundial · MN - Monumento Nacional · IIP - Imóvel de Interesse Público · MIP - Monumento de Interesse Público · CIP - Conjunto de Interesse Público · SIP - Sítio de Interesse Público · IIM - Imóvel de Interesse Municipal · MIM - Monumento de Interesse Municipal · CIM - Conjunto de Interesse Municipal · SIM - Sítio de Interesse Municipal · VC - Em vias de classificação · SPL - Sem proteção legal

## Caldas da Rainha
| ID    | Designações                                                             | Categoria              | Tipologia            | Freguesia               | Grau | Ano  | Coordenadas                  | Imagem       |
| ----- | ----------------------------------------------------------------------- | ---------------------- | -------------------- | ----------------------- | ---- | ---- | ---------------------------- | ------------ |
| 73463 | Estação da Malaposta do Casal dos Carreiros                             | Arquitectura civil     | Estação de Malaposta | A dos Francos           | IIP  | 1977 | 39.31319047° N 9.0722881° O  | Mais imagens |
| 72612 | Capela de São Jacinto                                                   | Arquitectura religiosa | Capela               | Coto                    | IIP  | 2003 | 39.419304° N 9.123932° O     |              |
| 70287 | Igreja Matriz das Caldas da Rainha ou Igreja de Nossa Senhora do Pópulo | Arquitectura religiosa | Igreja               | Nossa Senhora do Pópulo | MN   | 1910 | 39.403344° N 9.132399° O     | Mais imagens |
| 73586 | Edifício do Museu de José Malhoa                                        | Arquitectura civil     | Edifício             | Nossa Senhora do Pópulo | IIP  | 2002 | 39.39859868° N 9.13321928° O |              |
| 73853 | Chafariz da Estrada da Foz                                              | Arquitectura civil     | Chafariz             | Nossa Senhora do Pópulo | IIP  | 1982 | 39.40879457° N 9.13737071° O |              |
| 73854 | Chafariz da Rua Nova                                                    | Arquitectura civil     | Chafariz             | Nossa Senhora do Pópulo | IIP  | 1982 | 39.40701146° N 9.1373451° O  |              |
| 73855 | Chafariz das Cinco Bicas                                                | Arquitectura civil     | Chafariz             | Nossa Senhora do Pópulo | IIP  | 1982 | 39.40466998° N 9.13731148° O |              |
| 73856 | Edifício dos Paços do Concelho das Caldas da Rainha                     | Arquitectura civil     | Edifício             | Nossa Senhora do Pópulo | IIP  | 1984 | 39.40406892° N 9.13285633° O |              |
| 70996 | Castro de Santa Catarina                                                | Arqueologia            | Castro               | Santa Catarina          | VC   | 1998 |                              |              |
| 74924 | Pelourinho de Santa Catarina                                            | Arquitectura civil     | Pelourinho           | Santa Catarina          | IIP  | 1933 | 39.447248° N 9.015852° O     |              |
| 73857 | Ermida de São Sebastião (Caldas da Rainha)                              | Arquitectura religiosa | Ermida               | Nossa Senhora do Pópulo | IIP  | 1984 | 40.53833611° N 7.26929167° O |              |
| 73858 | Ermida do Espírito Santo                                                | Arquitectura religiosa | Ermida               | Nossa Senhora do Pópulo | IIP  | 1984 | 40.53743333° N 7.2716° O     |              |

 Legenda: PM - Património Mundial · MN - Monumento Nacional · IIP - Imóvel de Interesse Público · MIP - Monumento de Interesse Público · CIP - Conjunto de Interesse Público · SIP - Sítio de Interesse Público · IIM - Imóvel de Interesse Municipal · MIM - Monumento de Interesse Municipal · CIM - Conjunto de Interesse Municipal · SIM - Sítio de Interesse Municipal · VC - Em vias de classificação · SPL - Sem proteção legal

## Castanheira de Pera
| ID    | Designações                                     | Categoria              | Tipologia | Freguesia | Grau | Ano  | Coordenadas              | Imagem |
| ----- | ----------------------------------------------- | ---------------------- | --------- | --------- | ---- | ---- | ------------------------ | ------ |
| 71809 | Poços de Neve e Capela de Santo António da Neve | Arquitectura religiosa | Capela    | Coentral  | IIP  | 1986 | 40.077256° N 8.162585° O |        |

 Legenda: PM - Património Mundial · MN - Monumento Nacional · IIP - Imóvel de Interesse Público · MIP - Monumento de Interesse Público · CIP - Conjunto de Interesse Público · SIP - Sítio de Interesse Público · IIM - Imóvel de Interesse Municipal · MIM - Monumento de Interesse Municipal · CIM - Conjunto de Interesse Municipal · SIM - Sítio de Interesse Municipal · VC - Em vias de classificação · SPL - Sem proteção legal

## Figueiró dos Vinhos
| ID     | Designações                                                                                  | Categoria              | Tipologia  | Freguesia           | Grau | Ano  | Coordenadas                  | Imagem       |
| ------ | -------------------------------------------------------------------------------------------- | ---------------------- | ---------- | ------------------- | ---- | ---- | ---------------------------- | ------------ |
| 73322  | Pelourinho de Aguda                                                                          | Arquitectura civil     | Pelourinho | Aguda               | IIP  | 1933 | 39.907737° N 8.33126° O      |              |
| 69824  | Igreja de São João Baptista (Figueiró dos Vinhos) ou Igreja Paroquial de Figueiró dos Vinhos | Arquitectura religiosa | Igreja     | Figueiró dos Vinhos | MN   | 1922 | 39.902215° N 8.274936° O     | Mais imagens |
| 71473  | Casa conhecida por "O Casulo"                                                                | Arquitectura civil     | Casa       | Figueiró dos Vinhos | IIM  | 1982 | 39.90026591° N 8.27530132° O | Mais imagens |
| 74922  | Torre da Cadeia Comarcã                                                                      | Arquitectura civil     | Torre      | Figueiró dos Vinhos | IIP  | 1982 | 39.903543° N 8.276514° O     | Mais imagens |
| 74923  | Convento de Nossa Senhora do Carmo dos Carmelitas Descalços, incluindo Igreja e construções  | Arquitectura religiosa | Convento   | Figueiró dos Vinhos | IIP  | 1996 | 39.900143° N 8.273977° O     |              |
| 155653 | Casal de São João (Conjunto arquitectónico)                                                  | Arquitectura civil     | Casal      | Figueiró dos Vinhos | VC   | 1998 |                              |              |

 Legenda: PM - Património Mundial · MN - Monumento Nacional · IIP - Imóvel de Interesse Público · MIP - Monumento de Interesse Público · CIP - Conjunto de Interesse Público · SIP - Sítio de Interesse Público · IIM - Imóvel de Interesse Municipal · MIM - Monumento de Interesse Municipal · CIM - Conjunto de Interesse Municipal · SIM - Sítio de Interesse Municipal · VC - Em vias de classificação · SPL - Sem proteção legal

## Leiria
| ID     | Designações | Categoria              | Tipologia  | Freguesia     | Grau | Ano  | Coordenadas                  | Imagem       |
| ------ | --- | ---------------------- | ---------- | ------------- | ---- | ---- | ---------------------------- | ------------ |
| 73175  | Edifício do Seminário Maior de Leiria                                                                              | Arquitectura religiosa | Seminário  | Azoia         | IIP  | 1985 |                              |              |
| 70459  | Capela de São Pedro                                                                                                | Arquitectura religiosa | Capela     | Leiria        | MN   | 1910 | 39.747197° N 8.807383° O     | Mais imagens |
| 70548  | Castelo de Leiria                                                                                                  | Arquitectura militar   | Castelo    | Leiria        | MN   | 1910 | 39.747038° N 8.809275° O     | Mais imagens |
| 73193  | Edifício do Mercado de Leiria ou Mercado de Sant'Ana ou Edifício do Antigo Mercado de Leiria ou Mercado de Santana | Arquitectura civil     | Mercado    | Leiria        | IIP  | 1982 | 39.743336° N 8.807285° O     | Mais imagens |
| 73317  | Capela de Nossa Senhora da Encarnação                                                                              | Arquitectura religiosa | Capela     | Leiria        | IIP  | 1982 | 39.738761° N 8.799869° O     | Mais imagens |
| 73318  | Convento de Santo Agostinho e antigo Seminário                                                                     | Arquitectura religiosa | Convento   | Leiria        | IIP  | 1982 | 39.741786° N 8.802358° O     | Mais imagens |
| 73319  | Convento de Santo António dos Capuchos                                                                             | Arquitectura religiosa | Convento   | Leiria        | IIP  | 1982 | 39.743681° N 8.814015° O     |              |
| 73320  | Convento de São Francisco (restos) e Igreja                                                                        | Arquitectura religiosa | Convento   | Leiria        | IIP  | 1984 | 39.748383° N 8.803351° O     |              |
| 73321  | Edifício do antigo Colégio do Dr. Correia Mateus                                                                   | Arquitectura civil     | Edifício   | Leiria        | IIP  | 1982 | 39.742571° N 8.810592° O     |              |
| 75037  | Igreja de Nossa Senhora da Luz ou Igreja Paroquial de Maceira                                                      | Arquitectura religiosa | Igreja     | Maceira       | IIP  | 1984 | 39.685522° N 8.884498° O     |              |
| 71055  | Casa da Câmara de Monte Real                                                                                       | Arquitectura civil     | Casa       | Monte Real    | IIM  | 1984 | 39.85147076° N 8.86575929° O |              |
| 74785  | Pelourinho de Monte Real                                                                                           | Arquitectura civil     | Pelourinho | Monte Real    | IIP  | 1933 | 39.84997° N 8.857198° O      |              |
| 155684 | Abrigo do Lagar Velho, Lapedo                                                                                      | Arqueologia            | Abrigo     | Santa Eufémia | PM   | 2001 |                              | Mais imagens |

 Legenda: PM - Património Mundial · MN - Monumento Nacional · IIP - Imóvel de Interesse Público · MIP - Monumento de Interesse Público · CIP - Conjunto de Interesse Público · SIP - Sítio de Interesse Público · IIM - Imóvel de Interesse Municipal · MIM - Monumento de Interesse Municipal · CIM - Conjunto de Interesse Municipal · SIM - Sítio de Interesse Municipal · VC - Em vias de classificação · SPL - Sem proteção legal

## Marinha Grande
| ID    | Designações                                                                     | Categoria          | Tipologia | Freguesia      | Grau | Ano  | Coordenadas                  | Imagem |
| ----- | ------------------------------------------------------------------------------- | ------------------ | --------- | -------------- | ---- | ---- | ---------------------------- | ------ |
| 69767 | Fábrica Lusitana de Vidros Angolana                                             | Arquitectura civil | Fábrica   | Marinha Grande | VC   | 1999 |                              |        |
| 70960 | Casa Taibner de Morais Santos Barosa, também denominada Palácio dos Barosa      | Arquitectura civil | Casa      | Marinha Grande | IIM  | 1997 | 39.75134186° N 8.93077124° O |        |
| 71808 | Edifício que foi residência de Guilherme e João Diogo Stephens - Museu do Vidro | Arquitectura civil | Edifício  | Marinha Grande | IIP  | 1967 | 39.749415° N 8.933513° O     |        |
| 73036 | Casa alpendrada no Largo Ilídio de Carvalho                                     | Arquitectura civil | Casa      | Marinha Grande | IIM  | 1980 |                              |        |

 Legenda: PM - Património Mundial · MN - Monumento Nacional · IIP - Imóvel de Interesse Público · MIP - Monumento de Interesse Público · CIP - Conjunto de Interesse Público · SIP - Sítio de Interesse Público · IIM - Imóvel de Interesse Municipal · MIM - Monumento de Interesse Municipal · CIM - Conjunto de Interesse Municipal · SIM - Sítio de Interesse Municipal · VC - Em vias de classificação · SPL - Sem proteção legal

## Nazaré
| ID      | Designações                                                            | Categoria              | Tipologia  | Freguesia         | Grau | Ano  | Coordenadas                  | Imagem       |
| ------- | ---------------------------------------------------------------------- | ---------------------- | ---------- | ----------------- | ---- | ---- | ---------------------------- | ------------ |
| 70376   | Igreja de São Gião                                                     | Arquitectura religiosa | Igreja     | Famalicão         | MN   | 1986 | 39.572406° N 9.075879° O     | Mais imagens |
| 71269   | Conjunto monumental urbano e enquadramento paisagístico da Nazaré      | Arquitectura civil     | Conjunto   | Nazaré            | IIP  | 1974 | 39.601849° N 9.07327° O      | Mais imagens |
| 71270   | Casa na Rua dos Pescadores                                             | Arquitectura civil     | Casa       | Nazaré            | IIP  | 1977 |                              |              |
| 71595   | Teatro Chaby Pinheiro                                                  | Arquitectura civil     | Teatro     | Nazaré            | IIM  | 1982 | 40.91358333° N 7.23198333° O | Mais imagens |
| 71596   | Antiga Casa da Câmara                                                  | Arquitectura civil     | Casa       | Nazaré            | IIM  | 1978 | 39.59060168° N 9.0718369° O  | Mais imagens |
| 71597   | Fonte Antiga ou Fonte da Vila                                          | Arquitectura civil     | Fonte      | Nazaré            | IIM  | 1978 | 40.96381667° N 7.20856667° O |              |
| 73951   | Pelourinho da Pederneira                                               | Arquitectura civil     | Pelourinho | Nazaré            | IIP  | 1933 | 39.606811° N 9.070847° O     | Mais imagens |
| 73953   | Capela de Nossa Senhora dos Anjos ou Ermida de Nossa Senhora dos Anjos | Arquitectura religiosa | Capela     | Nazaré            | IIP  | 1997 | 39.59248147° N 9.06208375° O |              |
| 73954   | Forte de São Miguel Arcanjo                                            | Arquitectura militar   | Forte      | Nazaré            | IIP  | 1978 | 39.60452° N 9.085207° O      |              |
| 73955   | Igreja de Nossa Senhora da Nazaré                                      | Arquitectura religiosa | Igreja     | Nazaré            | IIP  | 1978 | 39.60139323° N 9.07384559° O | Mais imagens |
| 73956   | Igreja da Misericórdia da Pederneira                                   | Arquitectura religiosa | Igreja     | Nazaré            | IIP  | 1978 | 39.59246281° N 9.06441173° O | Mais imagens |
| 73957   | Ermida da Memória ou Capela de Nossa Senhora da Nazaré                 | Arquitectura religiosa | Ermida     | Nazaré            | IIP  | 1993 | 39.60319434° N 9.07387° O    |              |
| 8745057 | Caminho Real (troço sul)                                               |                        | Sítio      | Nazaré            | SIM  | 2010 | 39.59843442° N 9.0721989° O  |              |
| 72693   | Quinta do Campo ou Antiga Granja do Valado                             | Arquitectura civil     | Quinta     | Valado dos Frades | IIP  |      | 39.5859616° N 9.02172194° O  |              |

 Legenda: PM - Património Mundial · MN - Monumento Nacional · IIP - Imóvel de Interesse Público · MIP - Monumento de Interesse Público · CIP - Conjunto de Interesse Público · SIP - Sítio de Interesse Público · IIM - Imóvel de Interesse Municipal · MIM - Monumento de Interesse Municipal · CIM - Conjunto de Interesse Municipal · SIM - Sítio de Interesse Municipal · VC - Em vias de classificação · SPL - Sem proteção legal

## Óbidos
| ID      | Designações                                                             | Categoria              | Tipologia  | Freguesia   | Grau | Ano  | Coordenadas                  | Imagem       |
| ------- | ----------------------------------------------------------------------- | ---------------------- | ---------- | ----------- | ---- | ---- | ---------------------------- | ------------ |
| 70506   | Eburobrício                                                             | Arqueologia            | Cidade     | Gaeiras     | VC   |      |                              |              |
| 70427   | Castelo de Óbidos e todo o conjunto urbano da vila                      | Arquitectura militar   | Castelo    | Santa Maria | MN   | 1951 | 39.364167° N 9.157646° O     | Mais imagens |
| 70666   | Pelourinho de Óbidos                                                    | Arquitectura civil     | Pelourinho | Santa Maria | MN   | 1910 | 39.362025° N 9.157315° O     | Mais imagens |
| 70667   | Túmulo de D. João de Noronha, o Moço                                    | Arquitectura religiosa | Túmulo     | Santa Maria | MN   | 1933 | 39.361955° N 9.157152° O     | Mais imagens |
| 73749   | Igreja de Santa Maria ou Igreja Matriz de Óbidos                        | Arquitectura religiosa | Igreja     | Santa Maria | IIP  | 1933 | 39.361955° N 9.157152° O     | Mais imagens |
| 74095   | Capela de Nossa Senhora do Carmo ou Capela de Nossa Senhora do Mocharro | Arquitectura religiosa | Capela     | Santa Maria | IIP  | 1955 | 39.36321348° N 9.15876236° O | Mais imagens |
| 8321122 | Largo de Santo António, em A-da-Gorda                                   | Arquitectura civil     | Largo      | Santa Maria | VC   | 2004 |                              |              |
| 74041   | Capela de São Martinho                                                  | Arquitectura religiosa | Capela     | São Pedro   | IIP  | 1959 | 39.36087436° N 9.15744023° O | Mais imagens |
| 74040   | Aqueduto da Usseira                                                     | Arquitectura civil     | Aqueduto   | Usseira     | IIP  | 1962 | 39.355567° N 9.156511° O     | Mais imagens |

 Legenda: PM - Património Mundial · MN - Monumento Nacional · IIP - Imóvel de Interesse Público · MIP - Monumento de Interesse Público · CIP - Conjunto de Interesse Público · SIP - Sítio de Interesse Público · IIM - Imóvel de Interesse Municipal · MIM - Monumento de Interesse Municipal · CIM - Conjunto de Interesse Municipal · SIM - Sítio de Interesse Municipal · VC - Em vias de classificação · SPL - Sem proteção legal

## Pedrógão Grande
| ID       | Designações                                                                | Categoria              | Tipologia  | Freguesia       | Grau | Ano  | Coordenadas                 | Imagem       |
| -------- | -------------------------------------------------------------------------- | ---------------------- | ---------- | --------------- | ---- | ---- | --------------------------- | ------------ |
| 70370    | Igreja de Nossa Senhora da Assunção ou Igreja Paroquial de Pedrógão Grande | Arquitectura religiosa | Igreja     | Pedrógão Grande | MN   | 1922 | 39.916816° N 8.145206° O    | Mais imagens |
| 70408    | Ponte do Cabril (sobre o Rio Zêzere)                                       | Arquitectura civil     | Ponte      | Pedrógão Grande | MN   | 1982 | 39.9195379° N 8.13194091° O | Mais imagens |
| 71840    | Igreja da Misericórdia de Pedrógão Grande                                  | Arquitectura religiosa | Igreja     | Pedrógão Grande | IIP  | 1982 | 39.915629° N 8.146708° O    |              |
| 71841    | Pelourinho de Pedrógão Grande                                              | Arquitectura civil     | Pelourinho | Pedrógão Grande | IIP  | 1933 | 39.91666° N 8.145174° O     |              |
| 10971939 | Casa da Criança                                                            | n/a                    | n/a        | Pedrógão Grande | IIM  |      | 39.91507883° N 8.1469584° O |              |

 Legenda: PM - Património Mundial · MN - Monumento Nacional · IIP - Imóvel de Interesse Público · MIP - Monumento de Interesse Público · CIP - Conjunto de Interesse Público · SIP - Sítio de Interesse Público · IIM - Imóvel de Interesse Municipal · MIM - Monumento de Interesse Municipal · CIM - Conjunto de Interesse Municipal · SIM - Sítio de Interesse Municipal · VC - Em vias de classificação · SPL - Sem proteção legal

## Peniche
| ID    | Designações | Categoria              | Tipologia  | Freguesia          | Grau | Ano  | Coordenadas                  | Imagem       |
| ----- | --- | ---------------------- | ---------- | ------------------ | ---- | ---- | ---------------------------- | ------------ |
| 70875 | Fonte do Rosário | Arquitectura civil     | Fonte      | Ajuda              | VC   | 1996 |                              |              |
| 73861 | Igreja de Nossa Senhora da Ajuda | Arquitectura religiosa | Igreja     | Ajuda              | IIP  | 1963 | 39.36542098° N 9.37898854° O |              |
| 73862 | Igreja de Nossa Senhora dos Remédios ou Ermida de Nossa Senhora dos Remédios                                                                     | Arquitectura religiosa | Igreja     | Ajuda              | IIP  | 1996 | 39.3663556° N 9.40166631° O  |              |
| 70851 | Restos da Torre e Muralhas do Antigo Castelo de Atouguia da Baleia ou Castelo da Vila de Atouguia da Baleia                                      | Arquitectura militar   | Castelo    | Atouguia da Baleia | IIP  | 2006 | 39.34069779° N 9.33009988° O |              |
| 71113 | Forte da Praia da Consolação | Arquitectura militar   | Forte      | Atouguia da Baleia | MN   | 1978 | 39.324465° N 9.361564° O     |              |
| 71114 | Igreja de São Leonardo ou Igreja Matriz de Atouguia da Baleia                                                                                    | Arquitectura religiosa | Igreja     | Atouguia da Baleia | MN   | 1949 | 39.336491° N 9.325337° O     | Mais imagens |
| 75034 | Cruzeiro de Atouguia da Baleia | Arquitectura religiosa | Cruzeiro   | Atouguia da Baleia | IIP  | 1950 | 39.33732595° N 9.31634448° O |              |
| 75035 | Igreja de Nossa Senhora da Conceição | Arquitectura religiosa | Igreja     | Atouguia da Baleia | IIP  | 1962 | 39.33721391° N 9.32730316° O |              |
| 75036 | Pelourinho de Atouguia da Baleia | Arquitectura civil     | Pelourinho | Atouguia da Baleia | IIP  | 1933 | 39.339216° N 9.32562° O      |              |
| 72900 | Igreja de Nossa Senhora da Conceição (ou antiga Ermida de São Sebastião das Arieiras)                                                            | Arquitectura religiosa | Igreja     | Conceição          | IIP  | 1996 | 39.35969382° N 9.37888668° O |              |
| 73897 | Igreja da Misericórdia de Peniche | Arquitectura religiosa | Igreja     | Conceição          | IIP  | 1978 | 39.35965685° N 9.38233186° O |              |
| 71807 | Capela do Ferrel ou Capela de Nossa Senhora da Guia, incluindo o adro definido pelos muros de suporte de terras, o cruzeiro e o jardim posterior | Arquitectura religiosa | Capela     | Ferrel             | IIP  | 1993 | 39.36349° N 9.315452° O      |              |
| 70299 | Forte de São João Baptista ou Forte da Berlenga e os arcos que o ligam à ilha da Berlenga                                                        | Arquitectura militar   | Forte      | São Pedro          | MN   | 1938 | 39.411374° N 9.510206° O     | Mais imagens |
| 71147 | Fortaleza de Peniche | Arquitectura militar   | Fortaleza  | São Pedro          | MN   | 1938 | 39.35312° N 9.381238° O      |              |
| 73430 | Igreja de São Pedro | Arquitectura religiosa | Igreja     | São Pedro          | IIP  | 1996 | 39.35778476° N 9.37885274° O | Mais imagens |
| 74921 | Palácio da Serra d'El-Rei ou Paço de D. Pedro I                                                                                                  | Arquitectura civil     | Palácio    | Serra d'El-Rei     | IIP  | 1939 | 39.330558° N 9.273258° O     |              |

 Legenda: PM - Património Mundial · MN - Monumento Nacional · IIP - Imóvel de Interesse Público · MIP - Monumento de Interesse Público · CIP - Conjunto de Interesse Público · SIP - Sítio de Interesse Público · IIM - Imóvel de Interesse Municipal · MIM - Monumento de Interesse Municipal · CIM - Conjunto de Interesse Municipal · SIM - Sítio de Interesse Municipal · VC - Em vias de classificação · SPL - Sem proteção legal

## Pombal
| ID      | Designações                                                      | Categoria              | Tipologia     | Freguesia | Grau | Ano  | Coordenadas                  | Imagem       |
| ------- | ---------------------------------------------------------------- | ---------------------- | ------------- | --------- | ---- | ---- | ---------------------------- | ------------ |
| 327730  | Arco Manuelino de Abiul                                          | Arquitectura civil     | Arco          | Abiul     | IIP  | 2002 | 39.87212947° N 8.54056094° O |              |
| 3728881 | Igreja Matriz de Nossa Senhora das Neves                         | Arquitectura religiosa | Igreja        | Abiul     | VC   | 2001 |                              |              |
| 71837   | Ermida de Nossa Senhora da Guia                                  | Arquitectura religiosa | Ermida        | Guia      | IIP  | 1978 | 39.94743938° N 8.78136478° O | Mais imagens |
| 70369   | Igreja do Convento do Louriçal                                   | Arquitectura religiosa | Igreja        | Louriçal  | MN   | 1939 | 40.003626° N 8.736434° O     |              |
| 71838   | Pelourinho do Louriçal                                           | Arquitectura civil     | Pelourinho    | Louriçal  | IIP  | 1933 | 40.00347° N 8.73575° O       | Mais imagens |
| 71839   | Capela da Misericórdia do Louriçal                               | Arquitectura religiosa | Capela        | Louriçal  | IIP  | 1967 | 40.00082551° N 8.73502885° O |              |
| 71164   | Torre do Relógio Velho                                           | Arquitectura civil     | Torre         | Pombal    | MN   | 1939 | 39.914466° N 8.626389° O     |              |
| 71165   | Castelo de Pombal                                                | Arquitectura militar   | Castelo       | Pombal    | MN   | 1910 | 39.913819° N 8.624406° O     | Mais imagens |
| 73163   | Casa Arte Nova                                                   | Arquitectura civil     | Casa          | Pombal    | IIP  | 1990 | 39.914572° N 8.628219° O     |              |
| 73461   | Pelourinho de Pombal (encontra-se actualmente em fragmentos)     | Arquitectura civil     | Pelourinho    | Pombal    | IIP  | 1933 | 39.915449° N 8.629088° O     |              |
| 73462   | Celeiro do Marquês de Pombal ou Celeiro da Quinta da Gramela     | Arquitectura civil     | Celeiro       | Pombal    | IIP  | 1997 | 39.9184972° N 8.62319065° O  |              |
| 71485   | Abrigo com gravuras rupestres no Vale do Poio Novo               | Arqueologia            | Arte rupestre | Redinha   | IIM  | 1997 | 39.97957788° N 8.54940674° O |              |
| 74220   | Pelourinho de Redinha                                            | Arquitectura civil     | Pelourinho    | Redinha   | IIP  | 1933 | 40.004615° N 8.584992° O     |              |
| 74221   | Igreja de Nossa Senhora da Conceição ou Igreja Matriz de Redinha | Arquitectura religiosa | Igreja        | Redinha   | IIP  | 1954 | 40.00512913° N 8.58047979° O |              |

 Legenda: PM - Património Mundial · MN - Monumento Nacional · IIP - Imóvel de Interesse Público · MIP - Monumento de Interesse Público · CIP - Conjunto de Interesse Público · SIP - Sítio de Interesse Público · IIM - Imóvel de Interesse Municipal · MIM - Monumento de Interesse Municipal · CIM - Conjunto de Interesse Municipal · SIM - Sítio de Interesse Municipal · VC - Em vias de classificação · SPL - Sem proteção legal

## Porto de Mós
| ID      | Designações                                                          | Categoria              | Tipologia  | Freguesia          | Grau | Ano  | Coordenadas                  | Imagem       |
| ------- | -------------------------------------------------------------------- | ---------------------- | ---------- | ------------------ | ---- | ---- | ---------------------------- | ------------ |
| 73614   | Troço de Via Romana em Alqueidão da Serra                            | Arqueologia            | Via        | Alqueidão da Serra | IIP  | 1990 | 39.61157123° N 8.76889969° O | Mais imagens |
| 70103   | Capela de São Jorge (Aljubarrota)                                    | Arquitectura religiosa | Capela     | Calvaria de Cima   | MN   | 1910 | 39.637774° N 8.845391° O     | Mais imagens |
| 3729416 | Campo Militar de São Jorge / Campo Militar de Aljubarrota - núcleo 2 | Arquitectura militar   | Sítio      | Calvaria de Cima   | MN   | 2010 | 39.64229343° N 8.86642089° O |              |
| 73387   | Gruta dos Moinhos Velhos                                             | Arqueologia            | Gruta      | Mira de Aire       | IIP  |      | 39.54070267° N 8.71474115° O |              |
| 74383   | Casa dos Gorjões ou Casa da Família Gorjão                           | Arquitectura civil     | Casa       | São João Baptista  | IIP  | 1997 | 39.60249427° N 8.81612189° O | Mais imagens |
| 69870   | Castelo de Porto de Mós                                              | Arquitectura militar   | Castelo    | São Pedro          | MN   | 1910 | 39.60342° N 8.818676° O      | Mais imagens |
| 72899   | Pelourinho de Porto de Mós                                           | Arquitectura civil     | Pelourinho | São Pedro          | IIP  | 1933 | 39.599632° N 8.819847° O     | Mais imagens |
| 73532   | Arco da Memória                                                      | Arquitectura civil     | Arco       | Arrimal            | VC   | 2013 |                              |              |

 Legenda: PM - Património Mundial · MN - Monumento Nacional · IIP - Imóvel de Interesse Público · MIP - Monumento de Interesse Público · CIP - Conjunto de Interesse Público · SIP - Sítio de Interesse Público · IIM - Imóvel de Interesse Municipal · MIM - Monumento de Interesse Municipal · CIM - Conjunto de Interesse Municipal · SIM - Sítio de Interesse Municipal · VC - Em vias de classificação · SPL - Sem proteção legal